# 新古典发展理论
新古典发展理论（Neoclassical development theory）属于发展经济学范畴中的发展理论之一。
此派学者认为边际收益递减法则仅仅部分适用于资本和劳动投入的改变，而非整个生产函数中的变量的改变；认为市场处于中心点，自由的价格形成最重要，并支持私有化。